# Гедий Лоллиан Теренций Гентиан
Гедий Лоллиан Теренций Гентиан (лат. Hedius Lollianus Terentius Gentianus) — римский государственный деятель первой половины III века.

## Биография
Гентиан происходил из лигурийского города Полленция. Его отцом был консул-суффект 186 года Квинт Гедий Руф Лоллиан Гентиан, дедом — консул 144 года Луций Гедий Руф Лоллиан Авит, а братом — консул 209 года Квинт Гедий Лоллиан Плавтий Авит.
В 209 году Гентиан находился на посту претора, ответственного за вопросы опеки. В 211 году он занимал должность ординарного консула вместе с Помпонием Бассом. Его супругой была Помпония Петина, вероятно, родственница коллеги Гедия по консульству.